# Amami-eilanden
De Amami-eilanden (奄美諸島, amami shotō) vormen een Japanse eilandengroep die deel uitmaken van de Riukiu-eilanden. De groep bestaat uit:
- Amami Ōshima (奄美大島)
- Kikaijima (喜界島)
- Kakeromajima　(加計呂麻島)
- Yoroshima (与路島)
- Ukeshima (請島)
- Tokunoshima　(徳之島)
- Okinoerabujima (沖永良島)
- Yoronjima (informeel ook bekend als Yorontō) (与論島)

De eilanden vallen bestuurlijk onder de prefectuur Kagoshima. De naam is afgeleid van Amamikiyo (アマミキヨ) of Amamiko (アマミコ), een godin uit Ryukyuaanse legendes.
De vondst van aardewerk heeft aangetoond dat de eilanden al minimaal 6000 jaar bewoond zijn. De eilanden worden tevens al genoemd in Japanse literatuur uit de 7e eeuw. Rond de 12e eeuw deed landbouw zijn intrede op de eilanden. 
In de periode van 1945 tot 1953 waren de eilanden Amerikaans grondgebied als gevolg van de bezetting van Japan. 
De eilanden Amami-Oshima en Tokunoshima werden als onderdeel van de inschrijving "Amami-Oshima, Tokunoshima, noordelijk deel van Okinawa en Iriomote" in juli 2021 tijdens de 44e sessie van de Commissie voor het Werelderfgoed in Fuzhou weerhouden als natuurerfgoed en toegevoegd aan de UNESCO werelderfgoedlijst. De erkenning volgde omdat het hele gebied van de vier eilanden een hoge biodiversiteitswaarde heeft met een zeer hoog percentage endemische soorten, waarvan velen wereldwijd bedreigd worden. De site is de thuisbasis van endemische planten, zoogdieren, vogels, reptielen, amfibieën, binnenwatervissen en decapode schaaldieren, waaronder bijvoorbeeld het bedreigde Amami-konijn (Pentalagus furnessi) en de bedreigde Ryukyu langharige rat (Diplothrix legata) die oude afstammingen vertegenwoordigen en nergens ter wereld levende familieleden hebben. Vijf zoogdiersoorten, drie vogelsoorten en drie amfibieënsoorten in de locatie van de erfgoedinschrijving zijn wereldwijd geïdentificeerd als evolutionair onderscheiden en wereldwijd bedreigde (EDGE) soorten. Er zijn ook een aantal verschillende endemische soorten beperkt tot elk afzonderlijk eiland die niet elders op een van de drie andere eilanden worden gevonden.

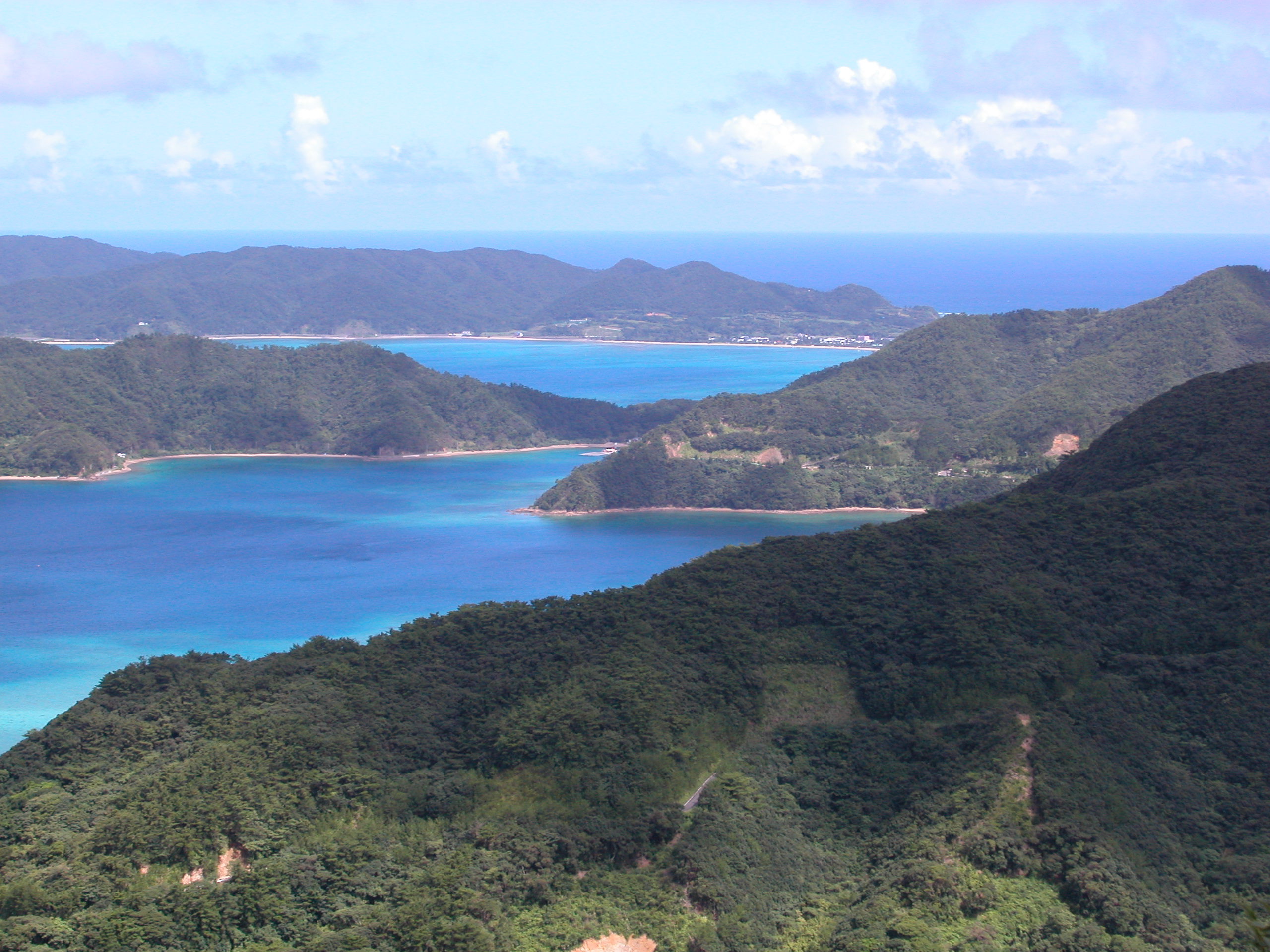
Kust van Amami, Amami Ōshima